# 洞鸽县
洞鸽县，缅甸若开邦下辖的一个县。洞鸽是县治。

## 历史沿革
2022年4月30日，缅甸政府以丹兑县洞鸽镇区和皎漂县曼昂镇区新设洞鸽县。

## 行政区划
洞鸽县下辖2镇区：
- 洞鸽镇区（Taungup Township）
- 曼昂镇区（Manaung Township）